# Gypsy Gyppo String Band
Gypsy Gyppo String Band — американская группа, играющая фолк-музыку, основана в Сиэтле, штат Вашингтон.
Основная активность группы приходится на конец 70-х годов. В 1977 они записали все свои песни, которые были выпущены компанией Bay Records. Группа оказала значительное влияние на современную американскую фолк-музыку. Именно благодаря ей фолк-музыка обрела популярность  среди молодёжи. 

## Состав
| - Варрен Арго, банджо - Армин Барнетт, скрипка - Джэк Линк, скрипка | - Боб Нэсс, скрипка - Сэнди Брэдли, гитара - Джерри Митчел, мандолина |